# Brännjärn

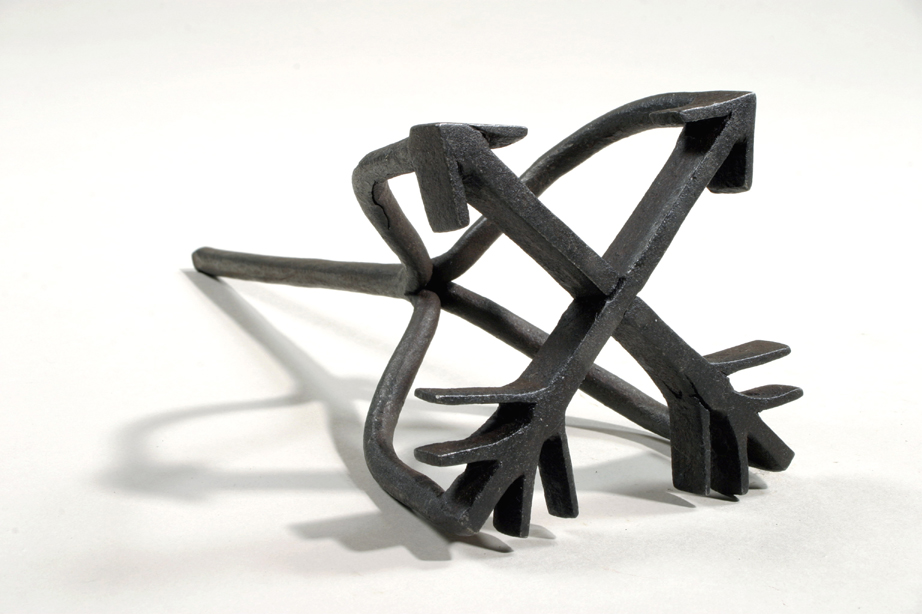
Brännjärn

Den här sidan handlar om brännjärnets medicinska användning, för brännjärnets användning för märkning, se brännmärkning.
Brännjärn är ett glödgat järnredskap som tidigare användes för att stilla blödningar, för att etsa orena sår och bölder och för att avlägsna ytliga tumörer.
Redan Hippokrates förordade användandet av brännjärn för behandling av lokala åkommor, men även allmänna sjukdomar. Aulus Cornelius Celsus och Paulus från Egina hör till andra antika läkare som förespråkat brännjärnets användning inom medicinen. Under 1800-talet försökte man till och med kurera sinnessjukdomar med brännjärn. På 1920- och 1930-talen försökte man särskilt i Tyskland att använda brännjärn inom medicinen, då man menade att det skulle ha en allmänt stimulerande effekt på organismen och stärka immunförsvaret.